# Upplands runinskrifter 879
Upplands runinskrifter 879 är en vikingatida runristning på ett flyttblock i Bragby, Ramsta socken och Uppsala kommun. Ristningen har en höjd på 1,92 meter och en bredd på 1,18 meter.
Flyttblocket finns på en hög berghäll cirka 700 meter sydväst om Ramsta kyrka och ungefär 75 meter nordväst om väg Riksväg 55 mellan Örsundsbro och Uppsala.
Den högt belägna ristningen på det stora flyttblocket syns vida omkring. Det är därför inte förvånande att den uppmärksammats av runforskare redan på 1600-talet. Vägen från Säva till Uppsala gick förbi platsen nedanför stenen.
Ristningsytans negativa lutning har skyddat ristningen från påväxt av mossa och lavar varför den syns väl.

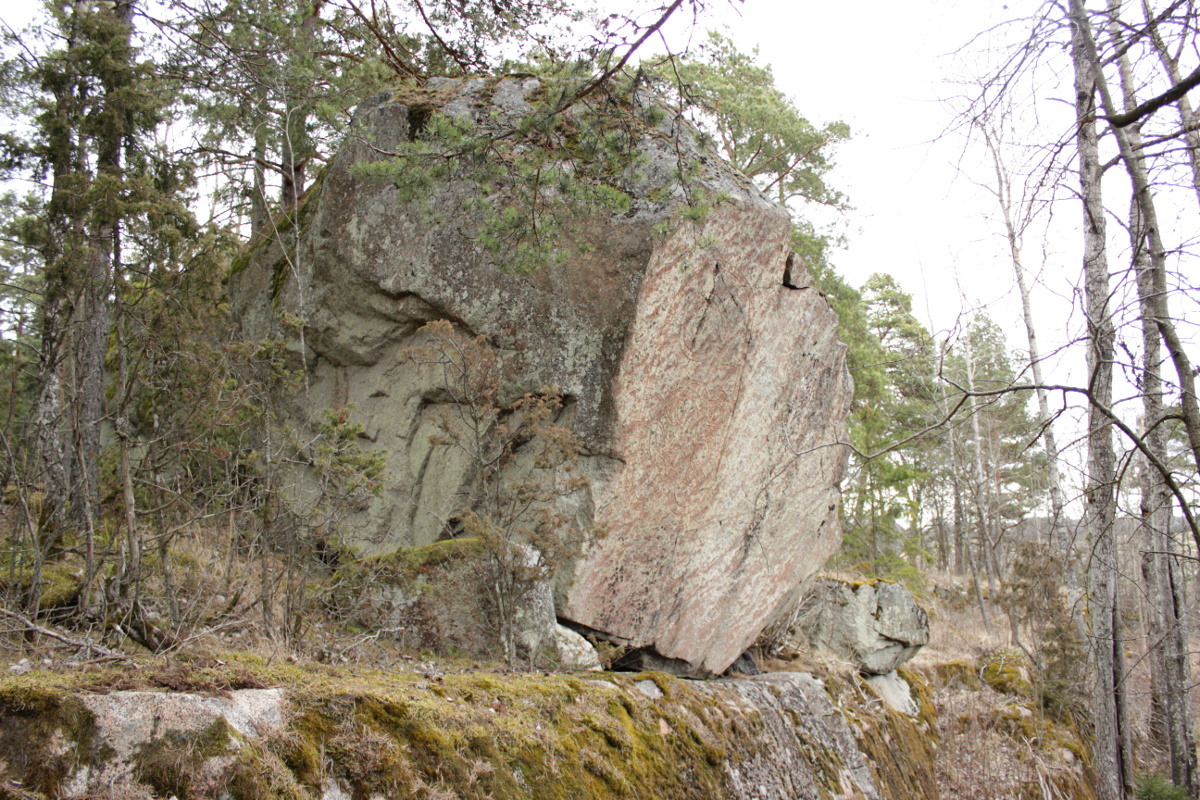
Stenblocket med runristningen

## Inskriften
Translitterering av runraden:
inkiualtr uk suin litu rista stin þina · eftʀ hakun faþur sin
Normalisering till runsvenska:
Ingivaldr ok Svæinn letu rista stæin þenna æftiʀ Hakon, faður sinn.
Översättning till nusvenska:
Ingevald och Sven lät rista denna sten efter Håkon, sin far.
Ingivaldr är ett i runinskrifterna sällsynt namn. Det är endast känt från U 183, U 296, U 306, U 311, Sö 64(?) och Ög 66.